# 6296 Cleveland
6296 Cleveland este o planetă minoră (asteroid), cu un diametru de 3,179 km, din centura de asteroizi. A fost descoperită pe 12 iulie 1988 la Observatorul Palomar de Eleanor F. Helin și a fost numită după Cleveland. 
Obiectul prezintă o orbită caracterizată de o semiaxă mare de 1,8912012 UAi, o excentricitate de 0,06, o înclinație de 27,057 ° în raport cu ecliptica.